# Romain Barras
Romain Barras (Calais, 1 augustus 1980) is een Franse atleet, die gespecialiseerd is in de tienkamp. Hij heeft tweemaal deelgenomen aan de Olympische Spelen, in 2004 en 2008. Bij deze gelegenheden won hij geen medailles. Barras werd in 2010 Europees kampioen.

## Biografie

### Start carrière en eerste OS
Barras kwam op jonge leeftijd in aanraking met sport en in het bijzonder atletiek door zijn vader, Pascal Barras, die gymleraar en atletiekcoach was. Tot 2002 werd Barras begeleid door zijn vader.
In het daaropvolgende jaar, 2003, wist Barras voor het eerst meer dan 8000 punten te behalen en tevens zijn eerste titel binnen te slepen: bij de universiade in Daegu verbeterde hij zijn persoonlijk record tot 8196 punten, genoeg voor een voorsprong van ruim 70 punten op de nummer twee. Dat puntenaantal werd in 2004 niet verbeterd, ook niet bij zijn debuut op de Olympische Spelen in Athene, naar eigen zeggen omdat hij te veel een toeschouwer was bij het kampioenschap. Hij eindigde uiteindelijk op een dertiende plek.

### Deelname aan WK's en tweede OS
Ook op de twee volgende mondiale kampioenschappen, de wereldkampioenschappen van 2005 en 2007 wist Barras niet op het podium te komen, het bleef beide keren bij een zevende plaats. En tijdens de Olympische Spelen van Peking lukte het Barras evenmin om een medaille te halen, maar met zowel een nieuw persoonlijk record als een vijfde plek in de eindklassering, waarmee hij een olympisch diploma in de wacht sleepte, was dit kampioenschap toch een van de hoogtepunten in de carrière van Barras.

### Europees kampioen
Bij de wereldkampioenschappen van 2009 in Berlijn behaalde Barras zijn slechtste resultaat tot dan toe op een WK, onder andere door een problemen met zijn hamstring. Hij eindigde op een twaalfde plaats. Deze klassering werd het volgende jaar goedgemaakt. In het begin van het meerkampseizoen werd Barras tijdens de goedbezette Hypo-Meeting in Götzis tweede, achter Bryan Clay. Ook werd het persoonlijk record van Barras met ruim 150 punten verbeterd tot 8453. Dit record behaalde hij tijdens de Europese kampioenschappen in Barcelona. Met deze score liet hij de Nederlander Eelco Sintnicolaas achter zich en eiste hij met zeventien punten verschil de Europese titel op. Barras werd ook winnaar van de IAAF World Combined Events Challenge van 2010, wat hem $30.000 opleverde.

### Blessure
De tweede wedstrijd van Barras in Daegu, de wereldkampioenschappen in 2011, was niet zo succesvol als de eerste. Hij moest genoegen nemen met een elfde klassering. Vervolgens ondervond hij blessure-tegenslag, waardoor Barras niet heeft kunnen deelnemen aan de Olympische Spelen van 2012. Ook in de daaropvolgende jaren kwam Barras niet meer professioneel in actie in de atletiek.
Barras is aangesloten bij de atletiekvereniging van Calais, SO Calais.

## Titels
- Europees kampioen tienkamp - 2010
- Universitair kampioen tienkamp - 2003
- Kampioen tienkamp Middellandse Zeespelen - 2005
- Frans kampioen tienkamp - 2005, 2011

## Statistieken

### Persoonlijke records
Outdoor
| Onderdeel            | Prestatie          | Datum           | Plaats              |
| -------------------- | ------------------ | --------------- | ------------------- |
| 100 m                | 11,02 s (+0,7 m/s) | 10 mei 2003     | Desenzano del Garda |
| 400 m                | 48,21 s            | 1 juli 2006     | Arles               |
| 1500 m               | 4.20,90            | 28 juni 2009    | Szczecin            |
| 110 m horden         | 14,11 (+1,3 m/s)   | 25 juni 2008    | Albi                |
| verspringen          | 7,35 m (+0,5 m/s)  | 9 augustus 2005 | Helsinki            |
| hoogspringen         | 2,04 m             | 28 juli 2010    | Barcelona           |
| polsstokhoogspringen | 5,05 m             | 4 augustus 2007 | Niort               |
| kogelstoten          | 16,19 m            | 29 mei 2010     | Götzis              |
| discuswerpen         | 47,21 m            | 1 mei 2004      | Carcassonne         |
| speerwerpen          | 65,84 m            | 29 mei 2005     | Götzis              |
| tienkamp             | 8453 pt            | 28/29 juli 2010 | Barcelona           |

Indoor
| Onderdeel            | Prestatie | Datum               | Plaats          |
| -------------------- | --------- | ------------------- | --------------- |
| 60 m                 | 7,21 s    | 3 maart 2007        | Birmingham      |
| 1000 m               | 2.39,89   | 12 februari 2006    | Praag           |
| 60 m horden          | 8,14 s    | 25 februari 2001    | Nogent-sur-Oise |
| verspringen          | 7,10 m    | 11 februari 2006    | Praag           |
| hoogspringen         | 1,98 m    | 28 februari 2003    | Aubière         |
| polsstokhoogspringen | 5,00 m    | 12 februari 2006    | Praag           |
| kogelstoten          | 15,24 m   | 11 februari 2006    | Praag           |
| zevenkamp            | 5895 pt   | 11/12 februari 2006 | Praag           |

### Prestatieontwikkeling

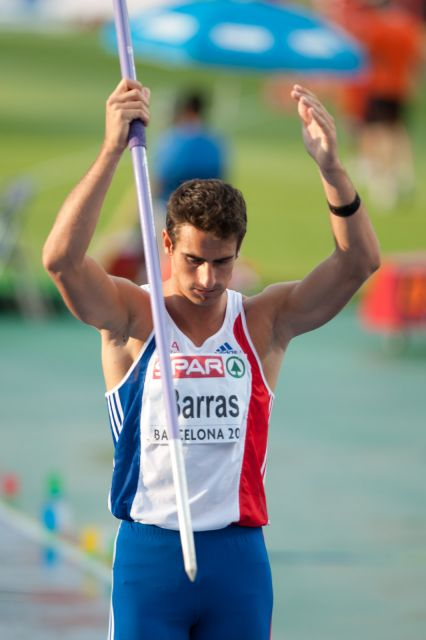
Romain Barras tijdens zijn recordmeerkamp in Barcelona.

| Jaar | Zevenkamp | Tienkamp |
| ---- | --------- | -------- |
| 1998 |           | 6505     |
| 1999 |           | 7147     |
| 2000 | 5488      | 7609     |
| 2001 | 5560      | 7876     |
| 2002 |           | 7835     |
| 2003 | 5746      | 8196     |
| 2004 | 5621      | 8067     |
| 2005 | 5650      | 8185     |
| 2006 | 5895      | 8138     |
| 2007 | 5883      | 8298     |
| 2008 |           | 8253     |
| 2009 |           | 8239     |
| 2010 |           | 8453     |
| 2011 |           | 8134     |
| 2012 |           |          |
| 2013 |           |          |
| 2014 |           |          |
| 2015 | 5758      |          |

### Opbouw PR meerkamp en potentieel record op basis van persoonlijk records
In de tabel staat de uitsplitsing van het persoonlijk record op de tienkamp. In de kolommen ernaast staat ook het potentieel record, met alle persoonlijke records op de losse onderdelen en de bijbehorende punten.
|                      | Uitsplitsing PR | Uitsplitsing PR | Uitsplitsing PR |              | Potentieel record | Potentieel record |
| Onderdeel            | Prestatie       | Wind (m/s)      | Punten          | Pers. record | Punten            |                   |
| -------------------- | --------------- | --------------- | --------------- | ------------ | ----------------- | ----------------- |
| 100 m                | 11,09           | -0,6            | 841             | 11,02 s      | 856               |                   |
| verspringen          | 7,24            | +1,5            | 871             | 7,35 m       | 898               |                   |
| kogelstoten          | 15,15           |                 | 799             | 16,19 m      | 863               |                   |
| hoogspringen         | 2,04            |                 | 840             | 2,04 m       | 840               |                   |
| 400 m                | 48,33           |                 | 893             | 48,21 m      | 899               |                   |
| 110 m horden         | 14,22           | -0,6            | 946             | 14,11 m      | 960               |                   |
| discuswerpen         | 44,51           |                 | 757             | 47,21 m      | 812               |                   |
| polsstokhoogspringen | 5,05            |                 | 926             | 5,05 m       | 926               |                   |
| speerwerpen          | 65,77           |                 | 825             | 65,84 m      | 826               |                   |
| 1500 m               | 4.28,43         |                 | 755             | 4.20,90      | 805               |                   |
| Puntentotaal         |                 |                 | 8453            |              | 8685              |                   |

## Palmares

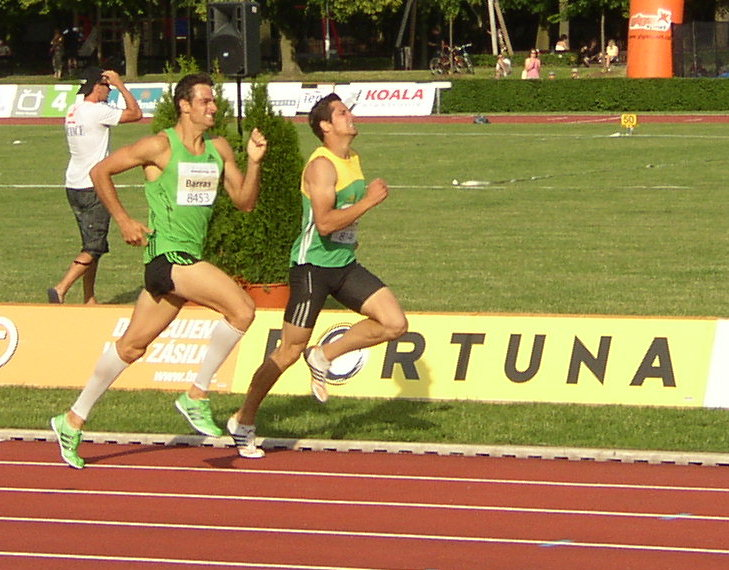
Romain Barras probeert van Willem Coertzen te winnen in de eindsprint van de 1500 m.

### zevenkamp
- 2003:  Franse kamp.
- 2007: 6e EK indoor - 5883 pt

### tienkamp
- 2001: 5e Universiade - 7876 pt
- 2001: 4e EK U23 - 7821 pt
- 2003:  Franse kamp. - 7901 pt
- 2003:  Universiade - 8196 pt
- 2003:  Europese Cup
- 2004: 13e OS - 8067 pt
- 2005: 5e Hypomeeting - 8185 pt
- 2005:  Middellandse Zeespelen - 8127 pt
- 2005:  Franse kamp. - 8024 pt
- 2005: 7e WK - 8087 pt
- 2005:  Jeux de la Francophonie - 8046 pt
- 2006: 7e Hypomeeting - 8138 pt
- 2006:  European Cup Super League - 8416 pt
- 2006: 8e EK - 8093 pt
- 2007: 10 Hypomeeting - 8064 pt
- 2007: 7e WK - 8262 pt
- 2008:  European Cup Super League - 7974 pt
- 2008: 5e OS - 8253 pt
- 2009:  European Cup Super League - 8209 pt
- 2009: 12e WK - |8204 pt
- 2010:  Hypomeeting - 8297 pt
- 2010:  European Cup Super League - 8313 pt
- 2010:  EK - 8453 pt
- 2010:  IAAF World Combined Events Challenge - 25063 p
- 2011:  Franse kamp. - 8117 pt
- 2011: 11e WK - 8134 pt